# 中铁隧道局
中铁隧道局集团有限公司，注册地位于广州市南沙区，隶属于中国铁路工程总公司。业务性质为铁路、公路、市政。2017年，公司总资产303.61亿元，净资产49.77亿元，净利润6.08亿元。